# Amelia Quintanal Martínez-Conde
Amelia Quintanal Martínez-Conde (Puente Viesgo, 16 de noviembre de 1937) es una pionera del fútbol femenino en Cantabria y primera entrenadora de fútbol femenino de España.

## Biografía
Ameliuca, como le gusta que la llamen, nació en noviembre de 1937 cerca de la ermita del Ángel, en el barrio El Ángel de Vargas (Puente Viesgo). Se crio junto a 6 hermanos varones, su madre Amelia, oriunda de Borleña, y su padre Arsenio, natural de Vargas. Ambos mantenían la economía familiar de la ganadería y de la huerta familiar, y la familia paterna se dedicaba a la trata de ganado. Su infancia quedó marcada por la muerte de su padre. Tuvieron la ayuda de la familia paterna, con la que convivieron desde 1946 durante cuatro años, y de la familia materna, que ayudó a construir una vivienda (la que aún habita Amelia).
A los 6 años fue a la escuela unitaria de Vargas y, posteriormente, estudió en el internado de La Enseñanza durante 4 años. Regresó al hogar familiar para ayudar a su madre y continuó estudiando por correspondencia técnicas de costura. Este oficio le permitió ayudar económicamente a su familia, pues comenzó a coser para particulares, sobre todo realizando ajuares.
A los 20 años trabajó en una tienda-mercería del pueblo y, después, en una farmacia de Vargas encargada de atención y venta, y, finalmente, unos 4 años en otra farmacia de San Felices de Buelna. Este periodo laboral coincidió con sus inicios en el fútbol en el equipo de Vargas, el Ayrón C.F., en donde comenzó a jugar desde muy joven por la cercanía del campo con su casa. Era la única mujer entre sus compañeros varones.

### Primera entrenadora de fútbol femenino de España
En 1969 decidió obtener el carné de entrenadora de fútbol, pero se topó con la negativa de la Federación de Fútbol tanto cántabra como española, así como con falta de apoyo de la Delegación Nacional de la Sección Femenina, en donde existía un área deportiva pero con otros deportes. Esta situación hizo evidente la brecha de género en el acceso y ejercicio de determinadas profesiones, y numerosos medios de comunicación de ámbito nacional se hicieron eco de su caso, e incluso “causó revuelo” internacional. El deseo de “hacer algo por el pueblo” y de ejercer como entrenadora se llevó a cabo con el equipo de fútbol femenino de Fernando Expósito (La Peña Expósito), durante un breve tiempo debido a las condiciones peyorativas dadas a las mujeres respecto de los hombres. En 2019, cincuenta años más tarde, la Federación Cántabra de Fútbol le otorgó una distinción honorífica de entrenadora en la que aparece la inscripción: “Primera entrenadora de Fútbol Femenino de España”.

## Premios y reconocimientos
- 2019 Primera entrenadora de fútbol femenino de España.[5]
- 2016 Primera pregonera del pueblo de Vargas por colaborar activamente durante años en la organización de excursiones o fiestas.[2][6]